# Магнум (ТВ серија из 2018)
Магнум (енгл. Magnum P.I.) америчка је телевизијска серија коју су развили Питер М. Ленков и Ерик Гугенхајм за CBS и NBC. Прати Џеја Ернандеза у улози Томаса Магнума, приватног истражитеља и бившег моринца који решава злочине на Хавајима. Рибут је истоимене серије коју су створили Доналд П. Белисарио и Глен А. Ларсон.
Премијера је приказана 24. септембра 2018. године, а прве четири сезоне је емитовао CBS, након чега је прешла на NBC. Одвија се у истом измишљеном универзуму као и друге две Ленкове серије — Хаваји 5-0 и Макгајвер.

## Радња
Бивши припадник америчких фока Томас Магнум враћа се кући из Авганистана и користи своје војне вештине како би постао приватни истражитељ на Хавајима.

## Улоге
| Глумац        | Улога           |
| ------------- | --------------- |
| Џеј Ернандез  | Томас Магнум    |
| Пердита Викс  | Џулијет Хигинс  |
| Закари Најтон | Орвил Рајт      |
| Стивен Хил    | Теодор Калвин   |
| Ејми Хил      | Тевила Туилета  |
| Тим Канг      | Гордон Кацумото |

## Епизоде
| Сезона | Сезона | Епизоде | Епизоде         | Оригинално емитовање | Оригинално емитовање | Оригинално емитовање |
| Сезона | Сезона | Епизоде | Епизоде         | Премијера            | Финале               | Мрежа                |
| ------ | ------ | ------- | --------------- | -------------------- | -------------------- | -------------------- |
|        | 1.     | 20      | 20              | 24. септембар 2018.  | 1. април 2019.       |                      |
|        | 2.     | 20      | 14              | 27. септембар 2019.  | 31. јануар 2020.     |                      |
| 6      | 2.     | 20      | 10. април 2020. | 8. мај 2020.         |                      |                      |
|        | 3.     | 16      | 16              | 4. децембар 2020.    | 7. мај 2021.         |                      |
|        | 4.     | 20      | 20              | 1. октобар 2021.     | 6. мај 2022.         |                      |
|        | 5.     | 20      | 10              | 19. фебруар 2023.    | н. п.                |                      |
| 10     | 5.     | 20      | н. п.           | н. п.                |                      |                      |